# یواس‌اس رابرت اف کلر (دی‌ای-۴۱۹)
یواس‌اس رابرت اف کلر (دی‌ای-۴۱۹) (به انگلیسی: USS Robert F. Keller (DE-419)) یک کشتی بود که طول آن ۳۰۶ فوت (۹۳ متر) بود. این کشتی در سال ۱۹۴۴ میلادی ساخته شد.